# Associazione Del Calcio Di Vicenza 1910-1911
Questa voce raccoglie le informazioni riguardanti l'Associazione Del Calcio Di Vicenza nelle competizioni ufficiali della stagione 1910-1911.

## Rosa

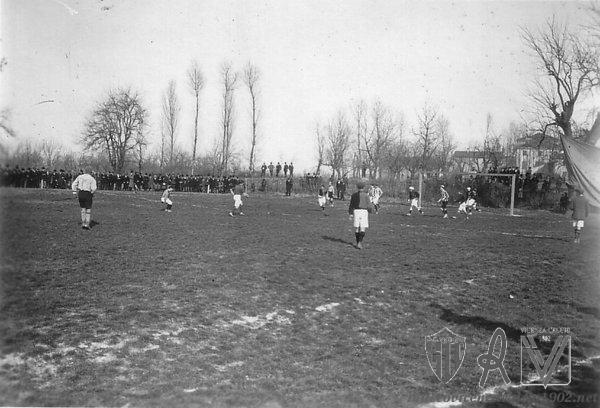
Bologna-Vicenza (0-4) del 12 febbraio 1911, esordio assoluto dei biancorossi nel campionato italiano.

| N. |                   | Ruolo | Calciatore          |
| -- | ----------------- | ----- | ------------------- |
|    | Italia (bandiera) |       | Bellavitis          |
|    | Italia (bandiera) |       | Botticelli          |
|    | Italia (bandiera) |       | Vladimiro Capitanio |
|    | Italia (bandiera) |       | Marino Chiovatti    |
|    | Italia (bandiera) |       | D. Ciscato          |
|    | Italia (bandiera) |       | Giuseppe Danese     |
|    | Italia (bandiera) |       | Giulio Fasolo       |
|    | Italia (bandiera) |       | Renato Ghiselli     |

| N. |                   | Ruolo | Calciatore      |
| -- | ----------------- | ----- | --------------- |
|    | Italia (bandiera) |       | Pedrina         |
|    | Italia (bandiera) |       | Pozzi           |
|    | Italia (bandiera) |       | Pietro Sacchi   |
|    | Italia (bandiera) |       | Bruto Tessari   |
|    | Italia (bandiera) |       | Angelo Tonini   |
|    | Italia (bandiera) |       | Adolfo Tonini   |
|    | Italia (bandiera) |       | Giuseppe Tonini |
|    | Italia (bandiera) |       | Gino Vallesella |

## Risultati

### Campionato

#### Girone veneto-emiliano

##### Girone di andata
| Arbitro: | Camperio (Milano) |

|  |           |            |
|  | Marcatori | 40’ Sacchi |

| Arbitro: | Scarioni (Milano) |

|  |           |                        |
|  | Marcatori | 82’ Ciscato 86’ Danese |

| Arbitro: | Meazza (Milano) |

|                                                                        |           |            |
| G. Tonini 8’ Danese 15’ Ciscato 22’ An. Tonini 30’, 75’ Ad. Tonini 83’ | Marcatori | 65’ Donati |

##### Girone di ritorno
| Vicenza 19 febbraio 1911 4ª giornata | Vicenza          | 1 – 0 A tav. | Venezia | Campo Borgo Casale\| Arbitro: \| Ermolli (Milano) \| |
| Arbitro:                             | Ermolli (Milano) |              |         |                                                      |

| Arbitro: | Livio (Milano) |

|                                                                           |           |                                    |
| Sacchi 10’ Ad. Tonini 15’ Danese 17’, 43’ Ciscato 49’, 71’ An. Tonini 74’ | Marcatori | 52’ (aut.) Chiovati 84’ Vigevani I |

| Arbitro: | Meazza (Milano) |

|  |           |                                                          |
|  | Marcatori | 40’ (aut.) Chiara 42’ An. Tonini 75’ Ghiselli 89’ Danese |

#### Finale
| Arbitro: | G. Gama (Milano) |

|                               |           |  |
| Milano II 4’ Rampini 23’, 60’ | Marcatori |  |

| Arbitro: | Meazza (Milano) |

|             |           |                       |
| Ciscato 15’ | Marcatori | 30’ Ferraro ?’ Piacco |

## Statistiche

### Statistiche di squadra
| Competizione    | Punti | In casa | In casa | In casa | In casa | In casa | In casa | In trasferta | In trasferta | In trasferta | In trasferta | In trasferta | In trasferta | Totale | Totale | Totale | Totale | Totale | Totale | DR  |
| Competizione    | Punti | G       | V       | N       | P       | Gf      | Gs      | G            | V            | N            | P            | Gf           | Gs           | G      | V      | N      | P      | Gf     | Gs     | DR  |
| --------------- | ----- | ------- | ------- | ------- | ------- | ------- | ------- | ------------ | ------------ | ------------ | ------------ | ------------ | ------------ | ------ | ------ | ------ | ------ | ------ | ------ | --- |
| Prima Categoria | 12    | 4       | 3       | 0       | 1       | 15      | 7       | 4            | 3            | 0            | 1            | 6            | 3            | 8      | 6      | 0      | 2      | 21     | 10     | +11 |

### Statistiche dei giocatori
| Giocatore     | Prima Categoria | Prima Categoria |
| Giocatore     | Presenze        | Reti            |
| ------------- | --------------- | --------------- |
| Bellavitis    | 1               | 0               |
| Botticelli    | 2               | 0               |
| V. Capitanio  | 7               | 0               |
| M. Chiovatti  | 4               | 0               |
| D. Ciscato    | 7               | 4               |
| G. Danese     | 5               | 5               |
| G. Fasolo     | 7               | 0               |
| R. Ghiselli   | 7               | 0               |
| Pedrina       | 1               | 0               |
| Pozzi         | 5               | 3               |
| P. Sacchi     | 2               | 2               |
| B. Tessari    | 7               | 0               |
| An. Tonini    | 7               | 3               |
| Ad. Tonini    | 7               | 2               |
| G. Tonini     | 7               | 0               |
| G. Vallesella | 7               | 0               |